# جائزة البطة الذهبية
جوائز البطة الذهبية للتميز في الخيال العلمي للأطفال (بالإنجليزية: The Golden Duck Awards for Excellence in Children's Science Fiction)‏؛ جائزة كانت تُمنح سنويًا، ما بين عام 1992 حتى عام 2017، من قبل مؤتمر الخيال العلمي  (بالإنجليزية: World Science Fiction Convention)‏ في أمريكا الشمالية. في عام 2018، استُبدِلت الجائزة بقوائم كتب بارزة، تحمل نفس العنوان، برعاية جمعية المكتبات وتكنولوجيا المعلومات (بالإنجليزية:  Library and Information Technology Association)‏.